# Mirko Hecktor
Mirko Hecktor (* 1974 in München) ist ein deutscher Autor, Herausgeber, DJ, Musikproduzent, Choreograph und ehemaliger Balletttänzer. Er hatte zahlreiche internationale Engagements als Choreograph und Tänzer, arbeitet seit 2008 für verschiedene Kunst-, Tanz- und Musik-Projekte und ist Mitherausgeber des Münchner Magazins „Super Paper“.

## Leben
1995 machte Mirko Hecktor sein Diplom an der Ballettakademie der Hochschule für Musik und Theater München mit einem Stipendium der Heinz-Bosl-Stiftung. Im Anschluss arbeitet er vier Jahre als Tänzer am Bayerischen Staatsballett München, bevor er im Jahr 1999 als Solist zu La La La Human Steps nach Montreal wechselte. Von 2001 bis 2003 tanzte er als Solist am renommierten Ballets de Monte-Carlo und beendete anschließend seine Profilaufbahn. In den Jahren 2004 bis 2008 studierte er Angewandte Theaterwissenschaft an der Justus-Liebig-Universität Gießen.
2021 war Hecktor Mitgründer des Münchener Plattenlabels Terra Magica Rec.

## Produktionen
- Drei, MaximiliansForum_Passage interdisziplinärer Kunst, München (2010)
- Schhplttlr, MaximiliansForum_Passage interdisziplinärer Kunst, München (2010)
- Gustav Nachtigal, Stadttheater Gießen (2010)
- Detroit 77, Dontstop 01(2009)[4]
- You Love, Kunstverein München (2009)
- Made in Munich. Editionen 1968–2008. Gruppenausstellung, Haus der Kunst, München (2008)
- Welt der Engel, Stadttheater Gießen (2008)[5]
- Fabelhafte Marlene, Stadttheater Gießen (2007)
- Defilee for Ayzit Bostan, Kunstverein München (2007)
- Fake Walk, Münchner Kammerspiele (2006)
- I AM NOT, Staatstheater am Gärtnerplatz, München (2006)
- Cubox3:3, Ruhrfestspiele, Recklinghausen (2006)
- EDIT2005, 1st International Dance Film Festival, Budapest (2005)
- Volkssport, Münchner Volkstheater (2004)
- Bunnyhill, Münchner Kammerspiele (2004)
- Biennale of Young Arts, Turino (2002)
- Dance on Screen, The Place, London (2002)

## Herausgeberschaft
- Super Paper. Stadtmagazin für München (Chefredaktion seit 2009)
- Mjunik Disco. Die Clubgeschichte Münchens von 1949-2008. München: Blumenbar Verlag 2008[6]

## Auszeichnungen
- Gemini Award for Best Performance in a Live Broadcasting, Kanada (2001)[7]